# Landfill mining
Landfill mining (LFM) is een proces waarbij materialen en energie worden gewonnen uit afval dat wordt opgegraven uit een vuilnisstortplaats. Hierbij wordt ook land vrijgemaakt voor ander gebruik. Het achterliggende idee is dat een stortplaats soms meer nuttige materialen bevat dan een mijn waar erts wordt gedolven.

## Geschiedenis

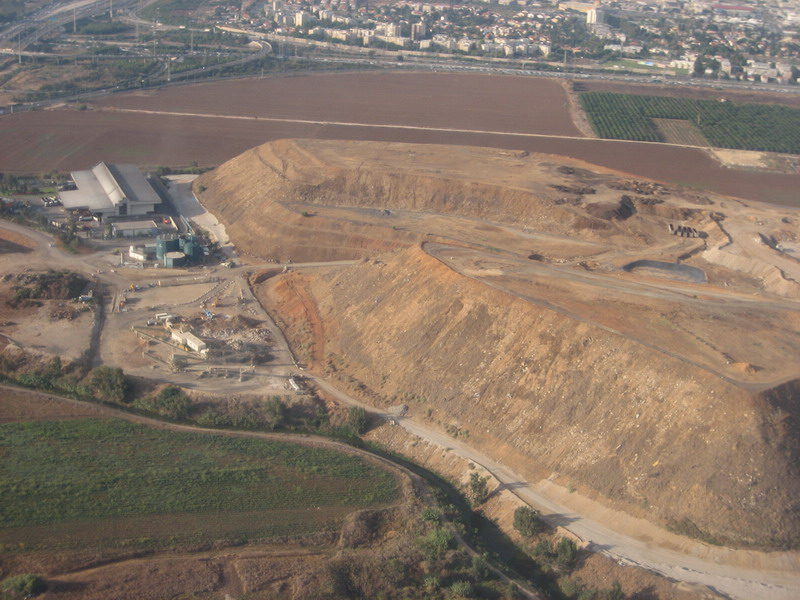
De 80 m hoge afvalberg van Hiriya

De eerste toepassing van landfill mining gebeurde in 1953 in de stortplaats Hiriya bij Tel Aviv. Het afval werd opgegraven en gezeefd in een roterende trommelzeef. De fijne fractie werd gebruikt als bodemverbeteraar. Die fijne fractie bevatte nog veel glas, maar voor plantages van citrusvruchten vormde dat geen beletsel. Uit de grove fractie werden metalen herwonnen.
Pas in de jaren 80 en de jaren 90 is de techniek in de Verenigde Staten verschillende keren toegepast.

## Methode
Een graafmachine of een wiellader graaft in de stortplaats en het opgegraven materiaal wordt met een kiepwagen of met een transportband naar trommelzeven gevoerd. Doorgaans is er eerst een grove trommelzeef en dan een fijne trommelzeef, zodat drie fracties ontstaan. Uit de middelste fractie wordt dan met een bovenbandmagneet ijzerschroot verwijderd voor afvoer naar de staalindustrie. Soms wordt met een wervelstroomscheider met een windshifter ook non-ferrometaal zoals aluminium verwijderd. Eventueel worden harde plastics zoals HDPE uit het afval verwijderd door handmatig sorteren, of met lasertechnologie en windshifters.

## Geurhinder
Om geurhinder te beperken wordt het bedrijf dikwijls stilgelegd gedurende de warmste maanden. Vaak werkt een sproeiwagen nabij de plaats waar gegraven wordt om stof en geur te beperken.

## Residu
Dat wat overblijft, heet refuse-derived fuel en wordt omgezet naar energie. Dat kan in een roosteroven, een wervelbed of met plasmavergassing.

## Nederland en Vlaanderen
In Nederland zijn er 3800 stortplaatsen en Essent Milieu van de firma Essent overwoog voor 2003 landfill mining toe te passen op een reeks stortplaatsen nabij Eindhoven en Helmond. Er hebben van overheidswege discussies plaatsgevonden met de provincie Noord-Brabant, echter volgde er geen concreet project. Essent Milieu is in 2014 onder de naam Attero overgenomen door investeringsfonds Waterland. In Vlaanderen kwamen in 2011 mogelijk 850 stortplaatsen in aanmerking. Een consortium van wetenschappers en bedrijven overwoog om dit toe te passen voor de stortplaats van Remo milieubeheer te Houthalen-Helchteren.